# 张晚意
张晚意（1994年4月22日—），中国影视男演员，國家三級演員，出生于湖北省十堰市。毕业于北京电影学院2013级表演系。代表作有电视剧《觉醒年代》、《喬家的兒女》、《長相思》、《柳舟記》。

## 早年經歴
張晚意從小學二年級開始學習鋼琴。初中就讀於十堰市第二中學，高中則在十堰市第一中學度過，高一學期他開始學習聲樂。之後，在啟蒙老師的悉心指導下，張晚意通過系統的表演專業基礎訓練，建立了對演員行業的基本認知，也樹立了正確的行業觀念。
2012年，參加高考的他專業課成績已經達到同濟大學表演系的分數線，但這離張晚意追求的目標還有差距。因此，他選擇了復讀，轉學到了車城高級中學。2013年，張晚意如願以償地考上了北京電影學院表演系。為了實現人生夢想，他十分珍惜大學時光，經常利用雙休日時間排練節目。

## 演藝經歴

### 2016年
2016年1月23日，張晚意與郭碧婷、任言愷、李賢宰聯合主演的青春時尚喜劇《极品模王》在樂視視頻上線，在劇中飾演王富貴，這是他的首部電視劇作品。

### 2017年
2017年7月16日，張晚意在播出的紅色剿匪劇《林海雪原》中飾演了英勇無畏的戰士高波 。
2017年7月23日，參加的綜藝《超強音浪》第3季第5期播出，宣傳《林海雪原》。

### 2018年
2018年1月8日，張睿執導的懸疑刑偵劇《莫斯科行动》播出，在劇中飾演性格耿直的中方警察孔傑。
2018年3月30日，劉儀偉編劇併執導的喜劇片《我說的都是真的》播出，張晚意首次觸電大銀幕，在片中飾演呆萌倒黴的壞蛋猴子。

### 2019年
2019年3月19日，出演的革命題材電視劇《共产党人刘少奇》在央視一套播出，他在劇中所飾演的少年劉少奇歴經了闖鄉關的重要歴程後開始萌生追求真理、報效國家的信念。
2019年5月19日，主演的都市情感劇《我的真朋友》登陸東方衛視、浙江衛視，在劇中飾演為夢想努力奮鬥的房產經紀人傅曉寧。

### 2021年
2021年1月27日，张晚意主演的古装爱情励志剧《風起霓裳》在湖南卫视播出，其在剧中饰演的曹王李明文武双全、有安邦定国之才，但为人野心勃勃，颇具城府又十分狠戾，这也是他首次挑战反派角色。
2021年2月1日，出演的革命题材电视剧《觉醒年代》在央视一套播出，在剧中饰演陈独秀长子、革命烈士陈延年。
2021年5月31日，盛典“京东618沸腾之夜”播出，朗诵《青春》节选。
2021年6月26日，参与演唱的电影《革命者》新青年版推广曲《青春》上线。
2021年8月17日，与白宇、宋祖儿、毛晓彤领衔主演的家庭情感剧《喬家的兒女》开播，在剧中饰演倔强执拗有担当的乔二强。
2021年8月25日，青春励志剧《最酷的世界》播出，客串深情暗恋者梁一达。
2021年8月28日，参加的综艺《快乐大本营》播出，演唱《想把我唱给你听》。
2021年10月23日，凭借《觉醒年代》获得第八届文荣奖剧集类最佳青年男演员奖。
2021年11月12日，参与《导演请指教》曾赠导演作品，与张雪迎合作短片《爱情》。
2021年12月17日，获得2021中国年度新锐榜年度新锐演员奖。
2021年12月27日，凭借《喬家的兒女》获得第32届华鼎奖中国当代题材电视剧最佳男演员奖。
2021年12月29日，主持央视总台电视剧片单发布会“大剧看总台”。
2021年12月31日，参加“2021最美的夜 bilibili晚会”，演唱《错位时空》。同日，参加《启航2022——中央广播电视总台跨年晚会》，沉浸式表演《跨越时空的对话》。

### 2022年
2022年1月1日，參與的典禮《2021國劇盛典》播出，演唱《同手同腳》。
2022年1月17日，憑借《觉醒年代》獲得影視榜樣·2021年度總評榜最佳男配角獎。
2022年2月1日，《百花迎春——中國文學藝術界2022春節大聯歡》播出，情景演繹《理想》。
2022年2月2日，《中國夢·我的夢——2022中國網絡視聽年度盛典》播出，朗誦《青春》節選。
2022年5月6日，參加的暖情互動挑戰類棚內綜藝節目《王牌對王牌第七季》播出，飾演喬二強。
2022年6月28日，獲得第六屆金骨朵網絡影視盛典年度口碑男演員獎。
2022年12月13日，中國首部講述當代轟炸機飛行員的軍旅劇《勇敢的翅膀》播出，這也是張晚意的首部男主劇，他在劇中飾演轟炸機機長秦朗。

### 2023年
2023年5月4日，參加《奔跑的青春——2023五四青年節特別節目》，演唱《滿天星辰不及妳》（航天版）。
2023年5月13日，參加的湖南衛視綜藝《你好星期六》播出，宣傳《非凡醫者》。
2023年7月8日，參加的湖南衛視綜藝《妳好星期六》播出，宣傳《長相思》。
2023年7月24日，領銜主演的古裝神話劇《長相思》在騰訊視頻播出，在劇中飾演男一號瑲玹，張晚意憑藉該劇獲得第28屆亞洲電視大獎最佳男主角提名，而該劇創下32.9億的有效播放量，也讓張晚意為人所熟知。
2023年8月19日，參加的湖南衛視綜藝《妳好星期六》播出，宣傳《長相思》。
2023年8月27日，主演的家庭生活劇《父輩的榮耀》播出，飾演林場的第一個大學生陳興杰。
2023年11月17日，主演的都市醫療劇《非凡醫者》播出，在劇中飾演患有亞斯伯格症的天才醫生陳輝 。
2023年12月25日，搭檔孫怡主演的都市情感劇《我知道我愛你》播出，其在劇中飾演寵物醫生趙晉。

### 2024年
2024年7月8日，領銜主演的古裝劇《長相思》第二季在騰訊視頻全网独播，開播4天腾讯站内热度突破3萬，成為腾讯视频爆款劇。
2024年8月12日，主演的電視劇《柳舟記》在騰訊視頻播出。
2024年10月10日，主演的電視劇《锦绣安宁》在騰訊視頻播出。
2024年12月12日，被中国广播电视社会组织联合会等機構評為國家三級演員。

## 影视作品

### 電視劇/網絡劇
| 年份   | 劇名           | 角色       | 備註   |
| 2016年 | 极品模王       | 王富贵     | 網絡劇 |
| 2017年 | 林海雪原       | 高波       |        |
| 2018年 | 莫斯科行动     | 孔杰       |        |
| 2019年 | 共产党人刘少奇 | 少年刘少奇 |        |
| 2019年 | 我的真朋友     | 傅曉寧     |        |
| 2021年 | 風起霓裳       | 曹王       |        |
| 2021年 | 觉醒年代       | 陈延年     |        |
| 2021年 | 喬家的兒女     | 喬二強     |        |
| 2021年 | 最酷的世界     | 梁一达     | 網絡劇 |
| 2022年 | 勇敢的翅膀     | 秦朗       |        |
| 2023年 | 長相思 第一季  | 瑲玹       | 網絡劇 |
| 2023年 | 父輩的榮耀     | 陳興傑     |        |
| 2023年 | 非凡医者       | 陳輝       |        |
| 2023年 | 我知道我爱你   | 趙晉       |        |
| 2024年 | 長相思 第二季  | 瑲玹       | 網絡劇 |
| 2024年 | 柳舟記         | 崔行舟     |        |
| 2024年 | 锦绣安宁       | 羅慎遠     |        |
| 2025年 | 似锦           | 郁錦/余七    | 網絡劇 |
| 待播   | 我在东北当警察 | 公孫堅決   |        |
| 待播   | 云豹行动       | 段捷       |        |
| 待播   | 伟大的长征     | 张学良     |        |

### 電影
| 年份   | 劇名           | 角色 | 備註 |
| 2018年 | 我说的都是真的 | 猴子 |      |

## 獎項
| 年份   | 頒獎典禮                      | 獎項                                 | 作品                        | 結果 |
| 2021年 | 第八屆文榮獎                  | 新生代單元（劇集類）最佳青年男演員獎 | 《觉醒年代》                | 獲獎 |
| 2021年 | 第32屆華鼎獎                  | 中國當代題材電視劇最佳男演員         | 《喬家的兒女》              | 獲獎 |
| 2021年 | 2021中國年度新銳榜            | 年度新銳演員                         | 《觉醒年代》 《喬家的兒女》 | 獲獎 |
| 2022年 | 2021國劇盛典                  | 年度優秀演員                         | 《觉醒年代》 《喬家的兒女》 | 獲獎 |
| 2022年 | 影視榜樣.2021年度總評榜       | 最佳男配角                           | 《觉醒年代》                | 獲獎 |
| 2022年 | 第六屆金骨朵網絡影視盛典      | 年度口碑男演員                       | 《觉醒年代》 《喬家的兒女》 | 獲獎 |
| 2023年 | 第28屆亞洲電視大獎            | 最佳男主角                           | 《長相思 第一季》           | 提名 |
| 2023年 | 第八屆中國網路視訊學院榜      | 最佳男主角                           | 《勇敢的翅膀》              | 獲獎 |
| 2023年 | 2023智族GQ年度人物盛典        | 年度向上力量                         |                             | 獲獎 |
| 2024年 | 第2屆中國電視劇年度盛典       | 年度突破男演員                       | 《父輩的榮耀》              | 提名 |
| 2024年 | 第4屆新時代國際電視節斑彩螺獎 | 新時代最具影響力演員                 | 《父輩的榮耀》              | 提名 |
| 2025年 | 2025年中國電視劇品質盛典      | 年度品質矚目劇星                     | 《似锦》                    | 獲獎 |
| 2025年 | 2025年電視劇導演大會          | 年度影響力男主角獎                   | 《父輩的榮耀》 《柳舟記》   | 獲獎 |

## 外部連結
- 张晚意的新浪微博
- 张晚意在互联网电影资料库（IMDb）上的資料（英文）
- 张晚意在豆瓣上的资料（简体中文）